# Unterseeboot 651
L'Unterseeboot 651 ou U-651 est un sous-marin allemand (U-Boot) de type VIIC utilisé par la Kriegsmarine pendant la Seconde Guerre mondiale.
Le sous-marin est commandé le 9 octobre 1939 à Hambourg (Howaldtswerke Hamburg AG), sa quille posée le 16 janvier 1940, il est lancé le 21 décembre 1940 et mis en service le 12 février 1941, sous le commandement Kapitänleutnant Peter Lohmeyer.
Il coule d'un grenadage par la Royal Navy dans l'Atlantique Nord, en juin 1941.

## Conception
Unterseeboot type VII, l'U-651 avait un déplacement de 769 tonnes en surface et 871 tonnes en plongée. Il avait une longueur totale de 67,10 m, un maître-bau de 6,20 m, une hauteur de 9,60 m et un tirant d'eau de 4,74 m. Le sous-marin était propulsé par deux hélices de 1,23 m, deux moteurs diesel Germaniawerft M6V 40/46 de 6 cylindres en ligne de 1400 cv à 470 tr/min, produisant un total de 2 060 à 2 350 kW en surface et de deux moteurs électriques Siemens-Schuckert GU 343/38-8 de 375 cv à 295 tr/min, produisant un total 550 kW, en plongée. Le sous-marin avait une vitesse en surface de 17,7 nœuds (32,8 km/h) et une vitesse de 7,6 nœuds (14,1 km/h) en plongée. Immergé, il avait un rayon d'action de 80 milles marins (150 km) à 4 nœuds (7,4 km/h; 4,6 milles par heure) et pouvait atteindre une profondeur de 230 m. En surface son rayon d'action était de 8 500 milles nautiques (soit 15 700 km) à 10 nœuds (19 km/h). 
L'U-651 était équipé de cinq tubes lance-torpilles de 53,3 cm (quatre montés à l'avant et un à l'arrière) qui contenait quatorze torpilles. Il était équipé d'un canon de 8,8 cm SK C/35 (220 coups) et d'un canon antiaérien de 20 mm Flak. Il pouvait transporter 26 mines TMA ou 39 mines TMB. Son équipage comprenait 4 officiers et 40 à 56 sous-mariniers.

## Historique
Il est en période d'entraînement à la 1. Unterseebootsflottille jusqu'au 1er juin 1941 puis rejoint son affectation de combat dans cette même flottille.
Sa première patrouille est précédée d'un court trajet de Hambourg à Bergen. La patrouille commence le 12 juin 1941 au départ de Bergen. 
L'U-651 patrouille en groupe resserré dans une vaste portion d'Atlantique Nord, traquant des convois. Son groupe est dirigé vers le groupe West. Le 23 juin 1941, l'U-203 signale le convoi HX-133, à 450 milles nautiques au sud du Cap Farvel. Pendant six jours, dix U-Boote attaquent le convoi, coulant six bâtiments et en endommageant deux autres.
Dans la soirée du 24 juin, l'U-651 torpille et coule un cargo à vapeur britannique du convoi, à l'est du Cap Farvel.
De bonne heure le 29 juin 1941, il coule un autre cargo à vapeur britannique au nord-ouest de Rockall. Quelques heures après, l'U-651 coule au sud de l'Islande à la position 59° 52′ N, 18° 36′ O, par des charges de profondeur des destroyers HMS Malcolm (D19) (en) et HMS Scimitar (H21) (en), des corvettes HMS Arabis (K73) (en) et HMS Violet (K35) (fi) et du dragueur de mines HMS Speedwell.
Ses quarante-cinq membres d'équipage sont capturés.
C'est le second U-Boot victime de l'escorte du HX-133, le premier étant l'U-556, coulé le 27 juin 1941.

## Affectations
- 1. Unterseebootsflottille du 12 février 1941 au 1er juin 1941 (Période de formation).
- 1. Unterseebootsflottille du 1er juin 1941 au 29 juin 1941 (Unité combattante).

## Commandement
- Kapitänleutnant Peter Lohmeyer du 12 février 1941 au 29 juin 1941.

## Patrouilles
|       | Commandant            | Départ       | Départ   | Arrivée      | Arrivée | Jours    | Succès   |
| ----- | --------------------- | ------------ | -------- | ------------ | ------- | -------- | -------- |
|       | Kptlt. Peter Lohmeyer | 7 juin 1941  | Hambourg | 11 juin 1941 | Bergen  | 5 jours  |          |
| 1     | Kptlt. Peter Lohmeyer | 12 juin 1941 | Bergen   | 29 juin 1941 | Coulé   | 18 jours | 11 639   |
| Total | Total                 | Total        | Total    | Total        | Total   | 23 jours | 11 639 t |

Notes : Kptlt. = Kapitänleutnant

## Navires coulés
L'U-651 coula 2 navires marchands totalisant 11 639 tonneaux au cours de l'unique patrouille (23 jours total en mer) qu'il effectua.
| Date         | Nom           | Nationalité | Tonnage | Convoi | Fait  | Localisation         |
| ------------ | ------------- | ----------- | ------- | ------ | ----- | -------------------- |
| 24 juin 1941 | Brockley Hill | Royaume-Uni | 5 297   | HX-133 | Coulé | 58° 30′ N, 38° 20′ O |
| 29 juin 1941 | Grayburn      | Royaume-Uni | 6 342   | HX-133 | Coulé | 59° 30′ N, 18° 07′ O |